# Łomża Skowronki
Łomża Skowronki – dawny wąskotorowy kolejowy przystanek osobowy w mieście Łomża, w województwie podlaskim, w Polsce.